# Keoma
Keoma es un film de 1976 dirigido por Enzo G. Castellari y protagonizado por Franco Nero, perteneciente al subgénero del spaghetti western. Con esta película se cierra prácticamente la era de este subgénero.

## Argumento
Keoma (Franco Nero), conocido por ser uno de los mejores y más rápidos pistoleros, vuelve al pueblo que le vio crecer. Allí encontrará que el lugar está dominado por la banda del perverso Caldwell (Donald O'Brien), quien, entre otras maldades, no permite la entrada de ninguna ayuda médica que erradique la plaga de peste que sufre el pueblo. Keoma se enfrentará a Caldwell para intentar devolver la libertad a su pueblo natal.
El protagonista tiene además que hacer frente a un conflicto familiar: sus hermanastros, con los que siempre se llevó mal, se han unido a la banda de Caldwell y mantienen atemorizado al pueblo, bajo la triste mirada de su padre, Shanon (William Berger), que ve cómo sus hijos se dedican al más vil de los pillajes.
Keoma deberá defenderse de Caldwell y sus hermanastros para ayudar al pueblo a superar la peste, pero además se enamorará de una lugareña llamada Lisa (Olga Karlatos), embarazada y denostada por tener supuestamente la peste.